# Isola Gorev
L'isola di Gorev è una piccola isola al largo della costa della Terra della Regina Maria nell'Antartide orientale. Nel gruppo delle Isole Haswell, si trova tra le Isole Buromskiy e Poryadin.
I partecipanti alla spedizione Aurora avvenuta tra il 1911 e il 1914 e guidata dall'esploratore polare australiano Douglas Mawson la scoprirono e mapparono per la prima volta. Nel 1956 gli scienziati di una spedizione antartica sovietica effettuarono una nuova mappatura e diedero l'attuale denominazione. L'isola infatti prende il nome da Dmitrij Semënovič Gorev, un conducente russo di slitte trainate da cani che prese parte alla spedizione Terra Nova (avvenuta tra il 1910 e il 1913) guidata dall'esploratore polare britannico Robert Falcon Scott.